# Schönfeld (Uckermark)
Schönfeld ist eine Gemeinde im äußersten Norden des Landkreises Uckermark in Brandenburg. Die Gemeinde wird vom Amt Brüssow (Uckermark) mit Sitz in der Stadt Brüssow verwaltet.

## Geografie
Das Gemeindegebiet liegt auf einer Grundmoräne, die sich zwischen den parallel verlaufenden Tälern der Ucker und Randow ausbreitet. Sie ist durch viele kleine Seen und Tümpel sowie durch eine intensive Landwirtschaft und wenige Waldgebiete gekennzeichnet. In der Umgebung findet man eine große Zahl an Windenergieanlagen. Schönfeld liegt an der Grenze zu Mecklenburg-Vorpommern in der Mitte des Städte-Dreiecks Brüssow – Prenzlau – Pasewalk.
Umgeben wird Schönfeld von den Nachbargemeinden Rollwitz im Norden, Fahrenwalde im Nordosten, Carmzow-Wallmow im Südosten, Schenkenberg im Süden sowie Göritz im Westen.

## Gemeindegliederung
Die Gemeinde Schönfeld besteht aus den bewohnten Gemeindeteilen Karlshof, Klockow, Neuenfeld und Schönfeld.

## Geschichte
Schönfeld gehörte seit 1817 zum Kreis Prenzlau in der preußischen Provinz Brandenburg und ab 1952 zum Kreis Prenzlau im DDR-Bezirk Neubrandenburg. Seit 1993 liegt die Gemeinde im brandenburgischen Landkreis Uckermark. Neuenfeld wurde am 1. Juli 1950, Klockow am 1. Januar 1958 in Schönfeld eingegliedert.

### Schönfeld
Das Dorf wurde im Landbuch der Mark Brandenburg von 1375 als Sconenvelde erstmals urkundlich erwähnt. Der Ortsname könnte Siedlung auf einem schönen Felde, Landstück bedeuten, ein typischer Name aus der Kolonisationszeit.
Nachfolgend bildet sich in Schönfeld ein Rittersitz sowie damit bald ein Rittergut heraus. Das Rittergut hatte lange einen konstanten Umfang. Nach dem Generaladressbuch der brandenburgischen Rittergutsbesitzer umfasste Schönfeld 1879 etwa 1108 ha. Kurz vor der großen Wirtschaftskrise 1929/1930 beinhaltete das Rittergut eine Größe von 1007 ha Land, mit 832 ha größtenteils Ackerflächen. Zum Gutsbetrieb Schönfeld gehörte noch das Rittergut Klein Spiegelberg, mit 214 ha, verpachtet an Familie Groll. Für Schönfeld und Vorwerk Karlshof agierte als Verwalter der Administrator Höhn, eingesetzt durch die Ritterschaftsbank als für die Landwirtschaft üblicher Kreditgeber der größeren Güter. Der Kern des Rittergutes war die Schafsviehwirtschaft, wie überall in Nordostdeutschland jener Zeit. Gutseigentümer waren die Grafen von Berg-Schönfeld.
Die Historie der Familie von Berg geht weit zurück. Sie gehört zum uckermärkischen Uradel, ist ein schlossgessenes Geschlecht, mit befestigtem Rittersitz. Die gesicherten Stammlinien beginnen bereits im 16. Jahrhundert. Der Zweig Schönfeld wird am 30. November 1842 in den preußischen Grafenstand erhoben. Zugleich stiftete die Familie zur folgenden Absicherung der Erbfolge auf Schönfeld und Klein Spiegelberg bezogen einen Familienfideikommiss. Neben dem Gutsbetrieb agierten die Herren von Berg auch in Staatsämtern, so Karl Ludwig von Berg auf Schönfeld als preußischer Kammerherr. Er war zugleich Comthur der Johanniter Ordens-Balley Lietzen und Domherr zu Halberstadt. Des Weiteren nennenswert sind die Nachfahren Karl Graf Berg-Schönfeld (1825–1900), dann sein Sohn Kurd Graf Berg-Schönfeld (1856–1923). Er war zuerst mit Anna von Rheden, dann mit deren Schwester Maria (1888–1945) verheiratet. Erbe wurde Carl-Ludwig Graf von Berg-Dewitz, adoptiert von seiner Tante Ursula von Dewitz auf Krumbeck.

### Ortsteile
- Karlshof: Die urkundliche Ersterwähnung des Ortes wurde für 1818 mit Karlshoff angegeben.

- Klockow: 1255 als Clokow erstmals urkundlich erwähnt. Die Schreibweise Klockow war seit der Erwähnung im Landbuch der Mark Brandenburg von 1375 bekannt. Der wohl slawische Ortsname bedeutete Siedlung, die nach einem Mann Klok benannt wurde. Er enthielt einen Zunamen, der zum Verb klokati (sprudeln, brodeln, knurren, klappern) gehörte.

- Neuenfeld: als Nyenvelt im Landbuch der Mark Brandenburg von 1375 erstmals urkundlich erwähnt. Seit dem 16. Jahrhundert befand es sich in der Hand der Herren von Winterfeld als Gut Neuenfeld, heute Betriebsgemeinschaft der von Winterfeld GbR.

## Bevölkerungsentwicklung
| Jahr | Einwohner |
| ---- | --------- |
| 1875 | 239       |
| 1890 | 204       |
| 1910 | 310       |
| 1925 | 401       |
| 1933 | 330       |
| 1939 | 336       |

| Jahr | Einwohner |
| ---- | --------- |
| 1946 | 507       |
| 1950 | 907       |
| 1964 | 1 180     |
| 1971 | 1 067     |
| 1981 | 924       |
| 1985 | 893       |

| Jahr | Einwohner |
| ---- | --------- |
| 1990 | 851       |
| 1995 | 845       |
| 2000 | 778       |
| 2005 | 728       |
| 2010 | 633       |
| 2015 | 615       |

| Jahr | Einwohner |
| ---- | --------- |
| 2020 | 576       |
| 2021 | 574       |
| 2022 | 568       |
| 2023 | 559       |
| 2024 | 535       |

Gebietsstand des jeweiligen Jahres, Einwohnerzahl: Stand 31. Dezember (ab 1991), ab 2011 auf Basis des Zensus 2011, ab 2022 auf Basis des Zensus 2022

## Politik

### Gemeindevertretung
Die Gemeindevertretung von Schönfeld besteht aus acht Gemeindevertretern und dem ehrenamtlichen Bürgermeister. Die Kommunalwahl am 26. Mai 2019 führte zu folgendem Ergebnis:
| Partei / Wählergruppe                | Stimmenanteil | Sitze |
| ------------------------------------ | ------------- | ----- |
| Wählergemeinschaft Schönfeld-Klockow | 92,6 %        | 7     |
| Einzelbewerber Karsten Barth         | 07,4 %        | 1     |

### Bürgermeister
- 2003–2008: Diethard Städtler (SPD)[12]
- 2008–2016: Uwe Behnke (Wählergruppe Schönfeld-Klockow)[13]
- 2016–2024: Detlef Neumann[14]
- seit 2024: Hardy Müller (Einzelbewerber)

Müller wurde in der Bürgermeisterwahl am 9. Juni 2024 ohne Gegenkandidat mit 78,1 % der gültigen Stimmen für eine Amtszeit von fünf Jahren gewählt.

## Sehenswürdigkeiten
In der Liste der Baudenkmale in Schönfeld (Uckermark) stehen die in der Denkmalliste des Landes Brandenburg eingetragenen Denkmäler, darunter die Feldsteinkirche Schönfeld aus der zweiten Hälfte des 13. Jahrhunderts.

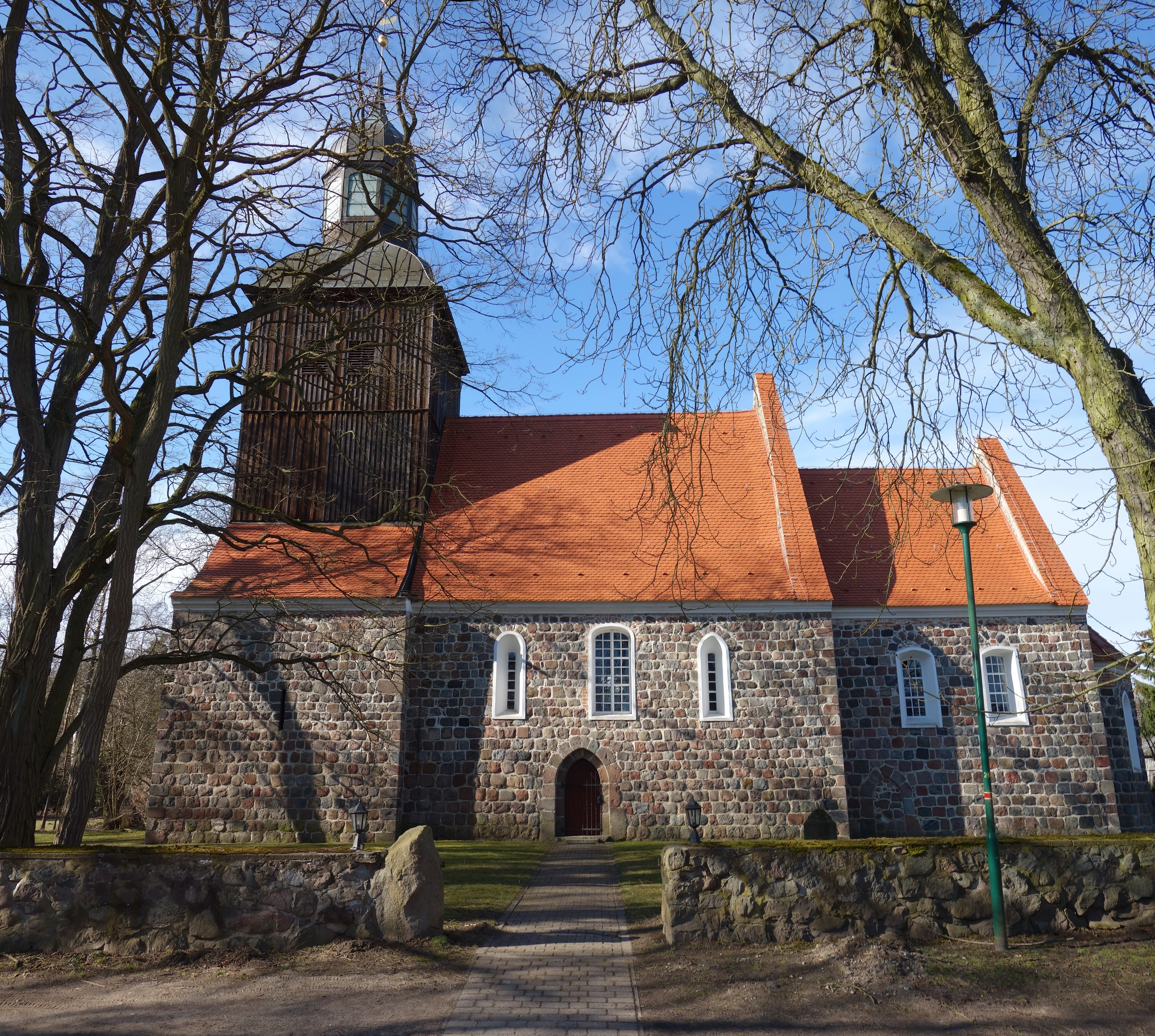
Dorfkirche Schönfeld
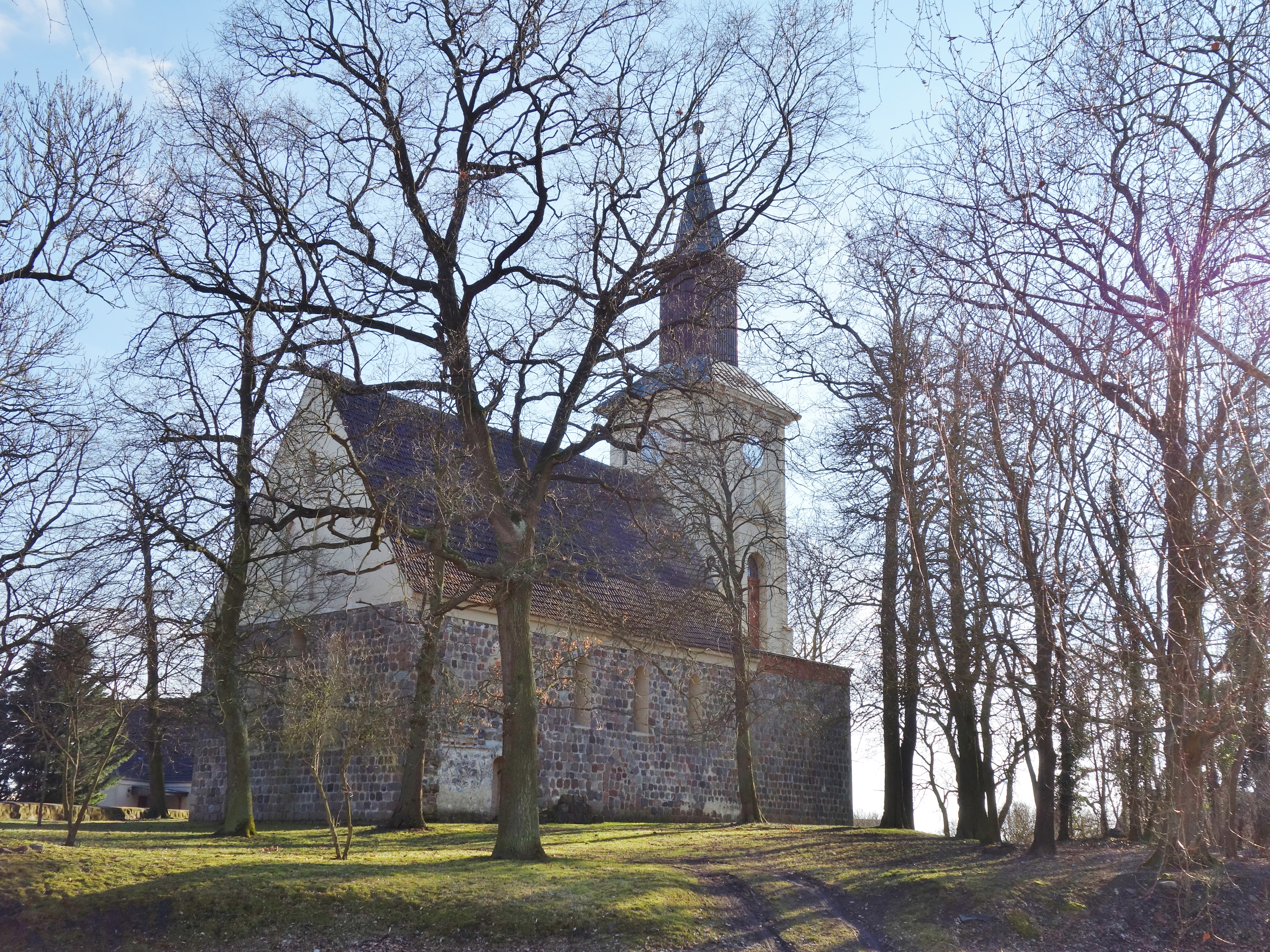
Dorfkirche Klockow
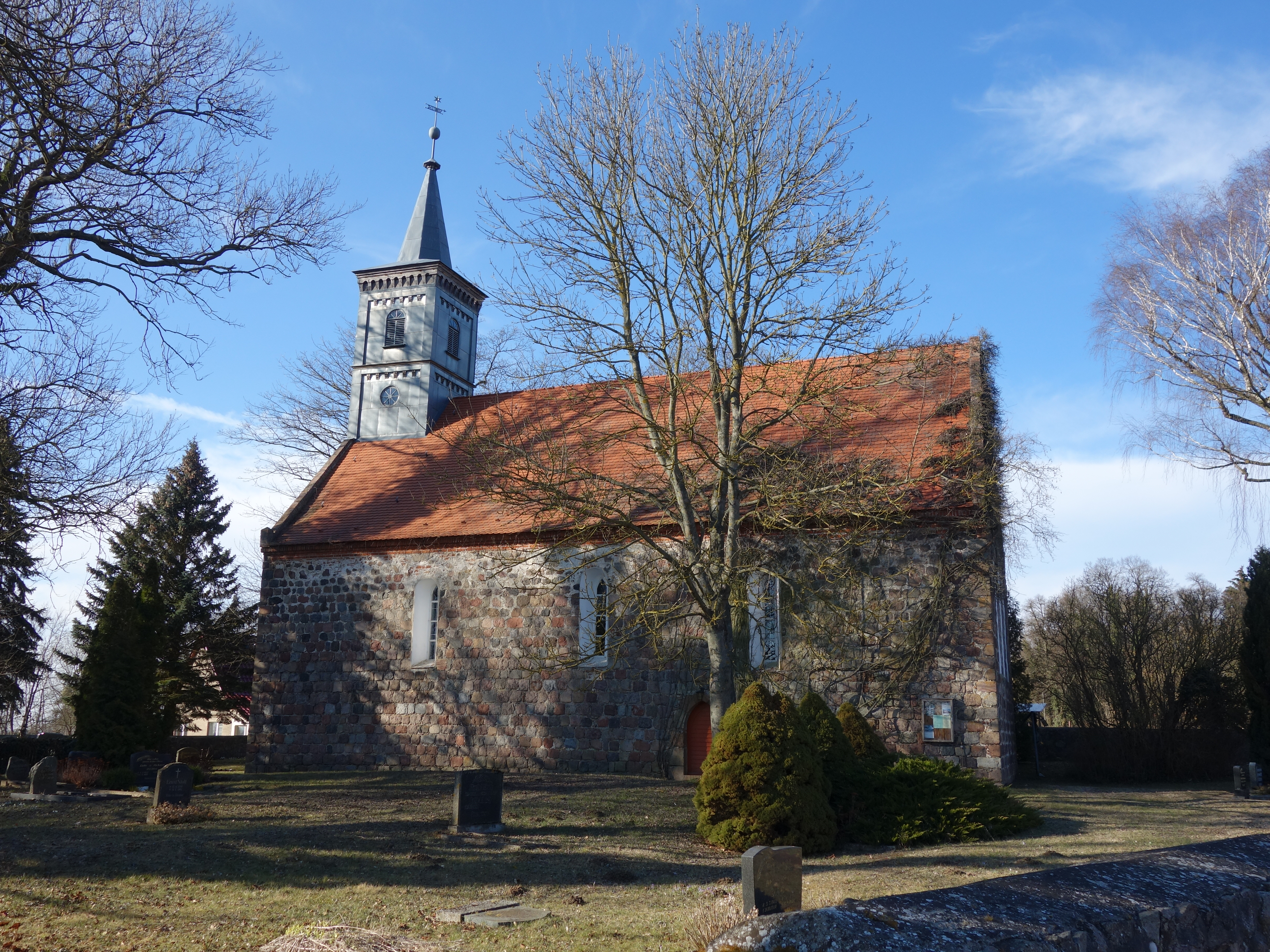
Dorfkirche Neuenfeld

## Verkehr
Schönfeld liegt an der Landesstraße 252 zwischen Damerow und der Kreuzung mit der L 26 nach Prenzlau. Fünf Kilometer westlich verläuft die Bundesstraße 109 zwischen Pasewalk und Prenzlau.
Die Bundesautobahn 20 (Kreuz Uckermark–Lübeck) führt zwischen Schönfeld und den Ortsteilen Klockow und Neuenfeld hindurch. Die nächstgelegenen Anschlussstellen sind Pasewalk-Süd und Prenzlau-Ost.
Der Bahnhof Schönfeld lag an der Schmalspurbahn Klockow–Pasewalk Ost sowie der Bahnhof Klockow (Uckerm) an der Bahnstrecke Prenzlau–Löcknitz.

## Persönlichkeiten
- Hans von Aschersleben (1698–1772), Gutsbesitzer und Landesdirektor
- Christian von Berg-Schönfeld (1715–1789), Jurist, Erbherr auf Schönfeld und Eigentümer von Cleptow
- Carl Büchsel (1803–1889), Theologe und Schriftsteller, geboren in Schönfeld
- Albrecht Heinrich von Arnim (1744–1805), preußischer Justizminister, gestorben in Klockow